# Piopolis
Piopolis est une municipalité du Québec située dans la MRC du Granit en Estrie. Son nom (littéralement, la "ville de Pie", en l'occurrence, le pape Pie-IX) dérive du fait qu'elle a été fondée par des zouaves pontificaux de retour d'Europe. Le slogan de cette municipalité estrienne est : « Descendez nous voir! ».

## Toponymie
Piopolis, signifiant « ville de Pie ». D'abord nommée Saint-Zénon de Piopolis parce qu'au moment du départ des zouaves pour la guerre, Mgr Bourget leur avait remis une relique de saint Zénon afin de les protéger.

## Histoire
La municipalité est fondée le 18 avril 1871 par des zouaves pontificaux, défenseurs du pape Pie IX (1846-1878).
En effet, le 18 avril 1871, à la demande de l’évêque de Montréal, un premier groupe de 7 zouaves et un missionnaire, l’abbé Alphonse Séguin, quitte Montréal pour s’établir à Piopolis. Ces derniers ont rencontré plusieurs difficultés, notamment des conflits avec des habitants de la région venus de la Haute-Écosse. De plus, les premiers habitants avaient une faible expérience agricole alors que les terres disponibles étaient très rocheuses et éloignées des routes. Ainsi, quinze ans après sa fondation, Piopolis comptait 58 familles, 300 acres défrichés et quelques établissements . 

### Chronologie
- 16 juin 1872: Ouverture des registres  paroissiaux et nomination du premier curé résidant.
- 1er janvier 1880 : Érection du township de Marston-Sud.
- 18 octobre 1958 : Le township de Marston-Sud devient la municipalité de Piopolis.

## Géographie
La rivière Rivière Bergeron traverse la municipalité d'ouest en est pour se déverser au sud du Lac Mégantic près de l'embouchure de la Rivière Arnold. 

## Démographie
| 1996 | 2001 | 2006 | 2011 | 2016 | 2021 |
| ---- | ---- | ---- | ---- | ---- | ---- |
| 300  | 331  | 376  | 364  | 358  | 398  |

## Administration
Les élections municipales se font en bloc pour le maire et les six conseillers.
| Piopolis Maires depuis 2001                                                                                          |                    |         |          |
| Élection | Maire              | Qualité | Résultat |
| 2001 | André Mercier      |         | Voir     |
| 2005 | Marc Beaulé        |         | Voir     |
| 2009 | André St-Marseille |         | Voir     |
| 2013 | Fernand Roy        |         | Voir     |
| 2017 | Peter Manning      |         | Voir     |
| 2021 | Peter Manning      | Voir    |          |
| Élection partielle en italique Depuis 2005, les élections sont simultanées dans toutes les municipalités québécoises |                    |         |          |

## Attraits

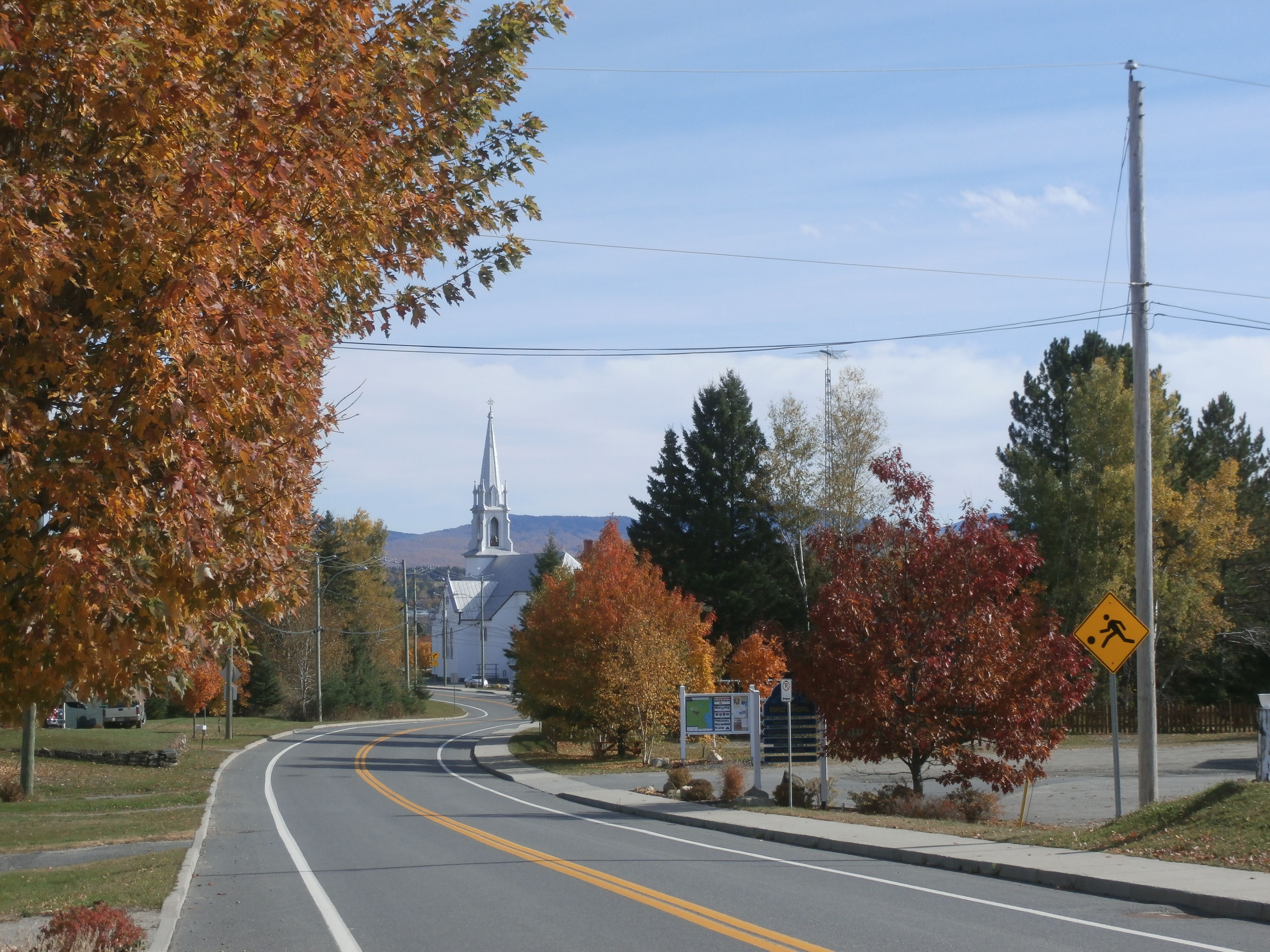
Entrée ouest par la route 263 vers le village de Piopolis.

Piopolis propose une multitude d'activités, comme la fête de l'hiver, (à la mi-février), la fête des enfants (début décembre) pour célébrer Noël, et le Festival Saint-Zénon-de-Piopolis, qui accueille chaque année des artistes de différents styles allant du jazz à l'opéra en passant par le rigaudon.

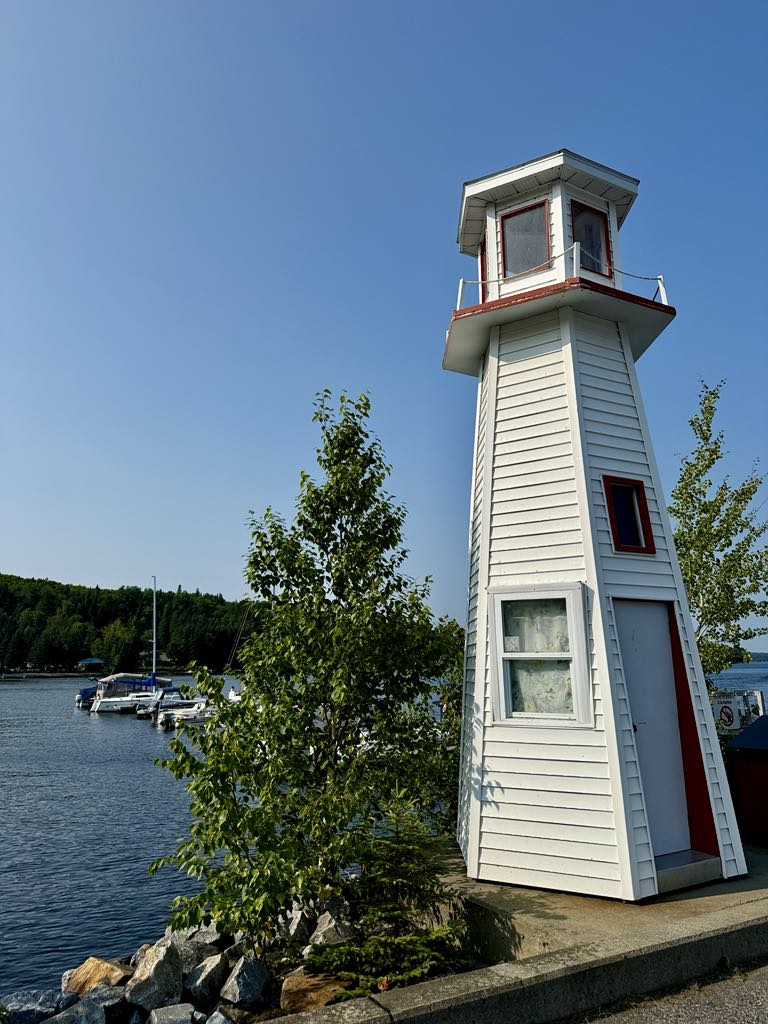
Phare situé à la marina de Piopolis

Piopolis est apprécié des pêcheurs et adeptes de kayak . 